# معسكر العمل

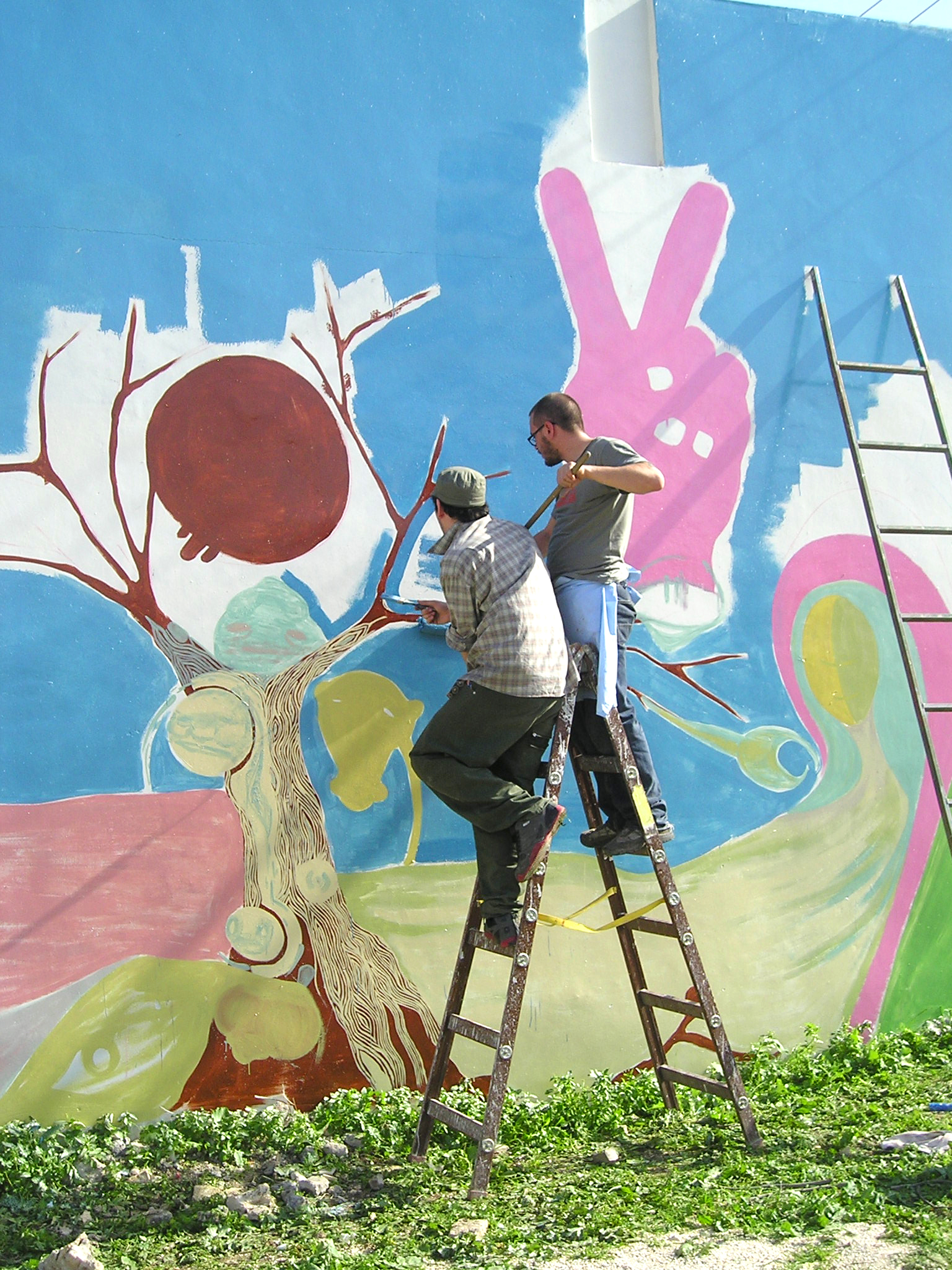

هو تطوع عالمي، حيث يعيش متطوعون من حول العالم ويعملون معا بشكل مؤقت وغير ربحي لهدف معين، عاده لاسبوع أو اثنين.تم اطلاق هذا المفهوم في 1920 في محلوله لتقريب الناس من بعضهم بهدف التفاهم والسلام العالمي.

## المفهوم
تتكون المعسكرات عاده من فرق تتضمن 10-16 شخص يافع من مختلف الدول ويعملون مع بعضهم لانجاز مشروع معين.لا تتطلب المعسكرات مهارات أو شهادات معينه. يفترض على المتطوعين الاجانب المساعدة في العمل المحلي مثل، حمايه البيئة، أعمال مجتمعيه أو حتى ترميميه.

## التاريخ
اقيم أول معسكر في 20-تشرين الثاني عام 1920 في شمال فرنسا لاصلاح وترميم قريه تم تدميرها من قبل الحرب العالميه الاولى.خلف هذا العمل كان المسالم السويسي بيير كاريسول الذي أطلق الفكرة في مؤتمر السلام عام 1920 ورأى فرصه لتخطي الوطنية والتجنيد العسكري وايده الإنجليزي باريس.
قام المتطوعون في القرية ببناء الملاجئ  خلال الشتاء في القرية وبعد فتره توقفت القرية عن الاعتماد على المتطوعين وتم انهاء العمل في نيسان 1921.
بعد عام 1920 تم اعتبار المعسكرات كطريقه لمعالجه الازمات العالميه والانسانيه، وحتى عام 1950 بقيت مناطق عمل المعسكرات محصورة في أوروبا ونطاق عملها هو البناء واعاده ترميم ما خلفته الحرب العالميه الثانيه، وبعدها بدأت تتوسع إلى اسيا وافريقيا وامريكا اللاتينيه.